# Lipan
Lipanul (Thymallus thymallus) este un pește dulcicol, asemănător cu păstrăvul, din familia salmonide (Salmonidae) care trăiește în zona inferioară a râurilor repezi de munte, cu apă limpede, rece și cu fundul pietros, din Europa. Trăiește și în România și Republica Moldova. Lungimea mijlocie 30–35 cm, iar greutatea 300-400 g; lungimea maximă 60 cm, greutatea maximă 6,7 kg. Masculii sunt mai mari ca femelele. Poate trăi 12-14 ani.
Are corpul alungit, ușor comprimat lateral și acoperit cu solzi relativ mari. Capul este mic, cu botul ascuțit, cu gura mică, transversală, semiinferioară, prevăzută cu dinți mici ascuțiți, dispuși pe un singur rând. Ochiul este mare, acoperit în partea sa anterioară de o pleoapă transparentă, semilunară. Înotătoarea dorsală cu baza lungă este înaltă, iar înotătoarele ventrale și anală au marginea rotunjită. Au o înotătoare adipoasă. Înotătoarea caudală puternic excavată, cu lobii aproape egali. Coloritul corpului este verzui-cenușiu pe spate, flancurile gălbui-roziu sau vânăt-argintiu, iar abdomenul alb argintiu, uneori bătând în roșu. Deasupra liniei laterale are puncte negre, mici, rotunde; pe flancuri, sunt dungulițe cafenii, longitudinale. Înotătoarele perechi sunt gălbui sau roșcate, cele neperechi violete. Înotătoarea dorsală închisă la coloare, bătând în albastru și roșu.
Se hrănește cu larve de insecte (trihoptere), crustacee (amfipode, izopode), viermi, moluște, dar vânează și insecte din sbor (diptere, himenoptere, etc.), sărind din apă.
Femela ajunge la maturitatea sexuală la vârsta de 3 ani, iar masculii la 2 ani. Femela depune în martie-mai 6000-7000 de icre de fiecare kg, în niște gropițe făcute de ea; icrele au 4 mm diametru și sunt bentonice, dar nelipicioase.
Are importanța economică, fiind pescuit. Lipanul are o carne albă, foarte gustoasă, care are, atunci când este proaspătă, un miros de cimbru. Se strică foarte repede și de aceea trebuie sărat în cel mult 1-2 ore după ce a fost pescuit.

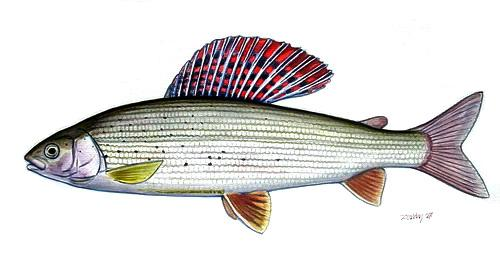
Lipan